# Письма счастья

«Святое письмо», 1795 год

«Письмо́ сча́стья» или «магическое письмо» — термин, обозначающий сообщение, нередко религиозно-мистического содержания, рассылаемое по обычной или электронной почте (а также в сетях мгновенного обмена сообщениями и социальных сетях в Интернете) нескольким адресатам с призывом или требованием, чтобы получатель распространил копии сообщения дальше.
Текст «писем счастья» может со временем видоизменяться, усиливая свои убеждающие формулировки для мотивации дальнейшей рассылки. Иногда это происходит намеренно, когда получатель вносит изменения в текст, или случайно, в результате описок.

## История «писем счастья»
Первые подобные сообщения под названием «небесные» или «святые письма» (нем. Himmelsbriefe) появились ещё в Средние века.
В 1910 году в Христиании (Норвегия) наблюдался ажиотаж т. н. «иерусалимской молитвы», получатель которой должен был переписывать текст в течение девяти дней и рассылать знакомым.
В революционной России начала XX века агитационные листовки и подпольные газеты распространялись с девизом «Прочти сам — передай другому».
С развитием электронных коммуникаций (электронная почта, системы мгновенного обмена сообщениями и пр.) распространение подобных сообщений стало более скоростным и массовым, приобретая характер спама. Некоторые провайдеры услуг электронной почты запрещают своим пользователям рассылку таких писем.
Кроме того, в России «письмами счастья» иронически называют письма из Пенсионного фонда с ежегодными уведомлениями о начислении сумм на персональные счета и процентами по вкладу.
Также в РФ письмами счастья называют письма, содержащие уведомления о нарушении правил дорожного движения, и прилагающиеся к ним штрафы — данные нарушения фиксируются видеокамерами, работающими в автоматическом режиме, поэтому до самого прихода письма нарушитель не знает о штрафе, в связи с этим такие уведомления и приобрели столь ироничное название.
Одним из видов распространения информации (литературных произведений, публицистики, фотографий и пр.), напоминающим механизм «писем счастья», являлся так называемый самиздат — система неофициального копирования материалов, существовавшая в СССР.

## Типология мотиваций

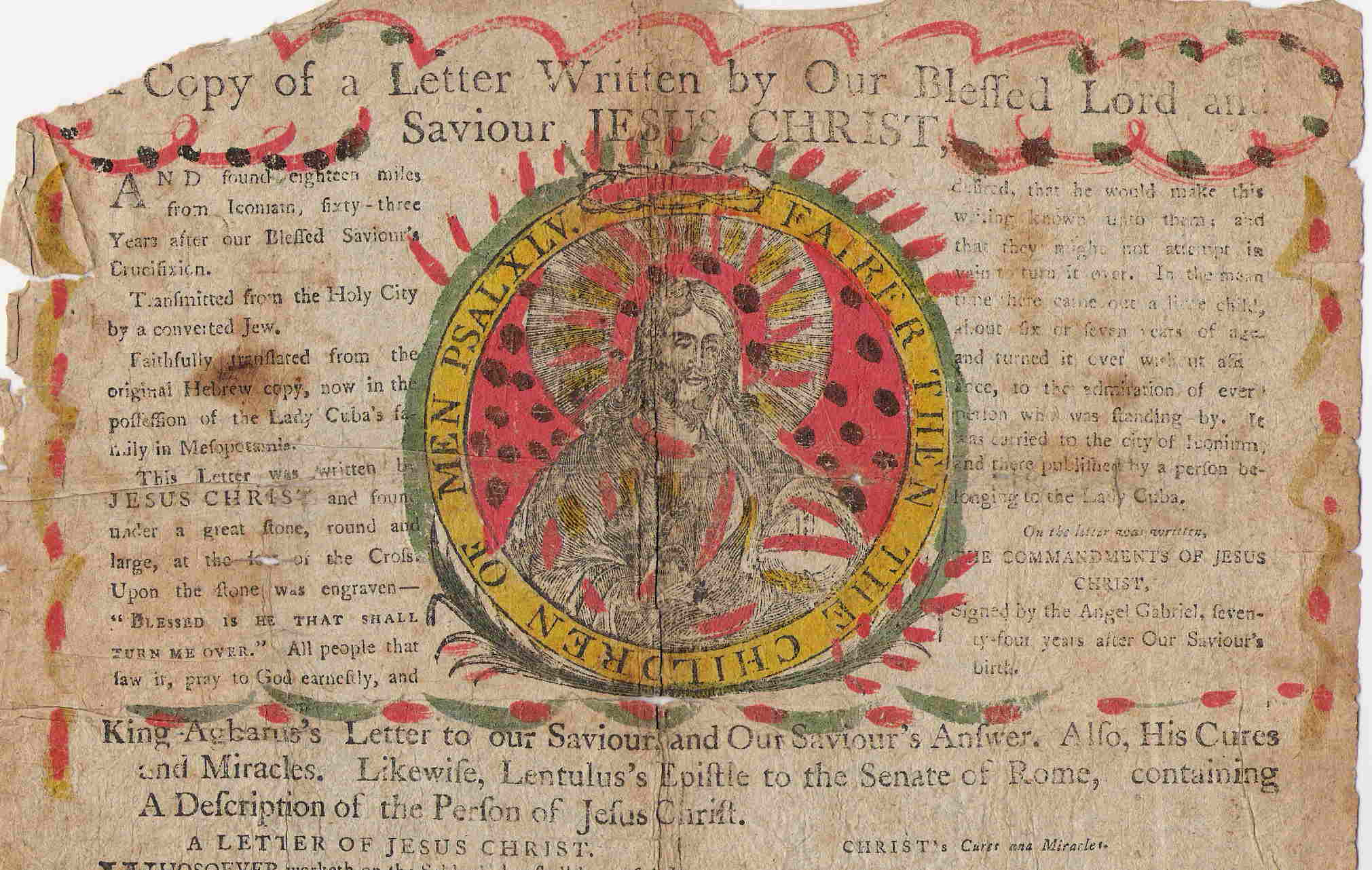
«Письмо с небес»

Математик и в прошлом военный аналитик Даниель Ван Арсдейл (Daniel W. VanArsdale), с 1973 года изучающий феномен «писем счастья» и собравший коллекцию из более 600-от примеров, выделяет следующие девять мотивационных категорий, присущих подобным сообщениям, в хронологическом порядке их возникновения:
«богоугодное дело»,
«удача»,
«милостыня»,
«петиция»,
«обогащение»,
«обмен»,
«мировой рекорд»,
«пародия» и
«электронные письма».

### «Богоугодное дело»
Текст так называемых «святых писем» утверждает, что они «написаны Богом» или иным «божественным посланником». Обычно они обещают получателю письма покровительство от неудач. В Европе подобные письма циркулировали в течение многих лет, а также перепечатывались во время Второй мировой войны. «Святые письма» не вполне соответствуют общему определению «писем счастья», так как не содержат в себе требований о дальнейшей рассылке. Тем не менее, в них могли содержаться призывы к «публикации» письма и угрозы тем, кто не верил в их силу. Письма этого типа являлись предшественниками писем, обещавших удачу.

### «Удача»
Письма этой категории апеллируют к предрассудкам и суевериям, обещая удачу, если письмо будет размножено, и несчастье в противном случае. Часто такие письма называются «молитвенными», так как многие ранние представители этой категории начинались с цитаты из Библии. Высказывается предположение, что это стало результатом требования распространять молитвы из Roman Catholic Novena devotion 1898 года или в результате секуляризации обещаний и угроз из святых писем.
В XX веке, с возникновением множительной техники, подобные письма сначала просто копировались с бумажных оригиналов, а затем перешли в цифровой вид и стали рассылаться по электронной почте.

### «Милостыня»
Текст подобных писем содержит просьбу прислать деньги или вещи по определённому адресу, якобы для благотворительных, политических или мемориальных целей. Самое раннее из известных писем подобного рода, датированное 1888 годом, собирало пожертвования в виде мелочи на образование «белых бедняков из района Камберлендз». Текст письма отмечал, что является адаптацией предыдущей версии, а также содержал в себе просьбу разослать четыре копии знакомым получателя. В награду письмо обещало адресату, что он «…получит благословение того, кто был готов умереть за нас». Письмо одного американского студента, датированное 1889 годом, собирало по 10 центов и просило разослать копию в десяти экземплярах. Текст письма содержал просьбу увеличивать число, указанное в нём, и помечать этим числом копии, а также прекратить рассылку, когда число достигнет определённого значения. Подобная практика сохранялась по крайней мере до 1916 года. Но по прошествии нескольких лет после «запуска» письма в хождении по-прежнему оставались те копии, в которых обозначенный максимум был изменён. Текст многих подобных писем эмоционально преувеличивал потери от одного отказа продолжать цепочку. Более поздние «благотворительные» письма не содержат указаний по прекращению рассылки и не требуют денег. Например, письмо Крейга Шергольфа (Craig Shergold) просило прислать умирающему ребёнку открытки с пожеланием выздоровления и имело своей целью побить существующий в то время рекорд в Книге рекордов Гиннесса. Письмо было «запущено» в сентябре 1989 года по факсу, электронной и обычной почте. К декабрю 1990 года было получено 33 миллиона открыток. Несмотря на попытки прекратить этот процесс, открытки продолжают поступать. Благотворительные письма являлись развитием «писем удачи» и после сорока лет существования привели к возникновению «денежных писем». Подобные письма широко распространены в интернете, однако большинство из них — мошенничество. В категорию благотворительных писем также попадает единственный известный пример 1905 года с просьбой о молитвах для миссионеров.

### «Петиция»
В своей современной форме письма-петиции содержат просьбу о копировании, распространении и высылке подписей. Ранние экземпляры из этой категории ограничивались более скромными требованиями. В частности, письмо, датированное 1903 годом, просило прислать имя и адрес в «Американское общество морали», чтобы добавить эти данные в петицию для Конгресса США с требованием о запрете продаж сигарет малолетним.
Позднее произошло усложнение подобных писем, которые начали включать в себя сам текст петиции, например, письмо 1927 года в поддержку кандидатуры Калвина Кулиджа на пост президента от партии республиканцев. Использование подобных писем в политических кампаниях началось как минимум в 1912 году.
Другие примеры писем-петиций включают в себя петицию о независимости Чехии (1949 г.), ядерном разоружении (1985 г.), протесты против политики апартеида (1988 г.) и бойкот компании «Проктер энд Гэмбл» (1986 г.).
Газета «Комсомольская правда» однажды опубликовала воззвание «Не дадим взорвать мир» (англ. No to world Holocaust!), предлагая читателям вырезать его и как открытку послать по почте президенту США; в итоге почтовая служба Белого дома была завалена огромным количеством писем.
Подобные письма встречаются также и в интернете, например, непрекращающаяся петиция о поддержке National Public Radio (1996 г.).

### «Обогащение»

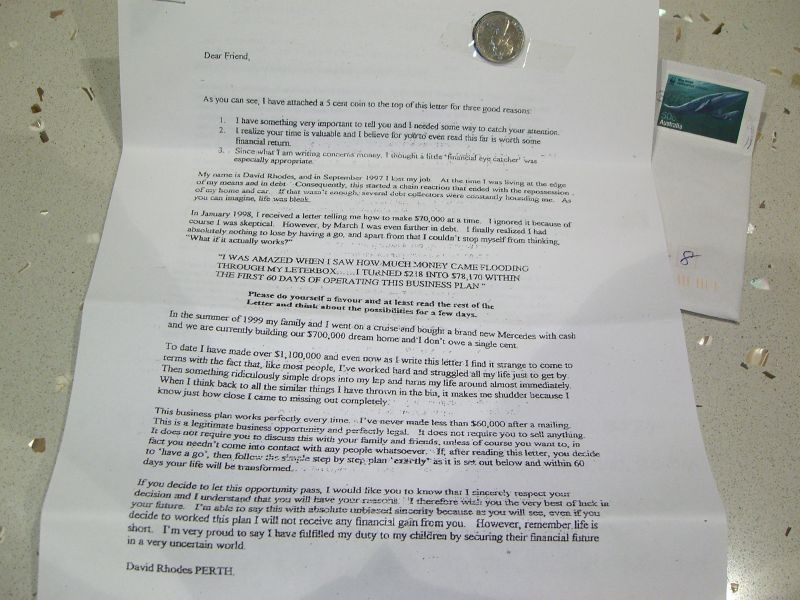

«Денежные» письма призывают получателя выслать финансовые средства одному или нескольким предыдущим адресатам, убеждая его в том, что он получит от этого выгоду в будущем. В письме перечисляются имена и адреса. Подобные письма впервые возникли в США в 1935 году, первым из них стало письмо под названием «Вышли монетку» («Send-a-Dime»), также известное как «Клуб богатства» («Prosperity Club») (Denver). Проследив историю, Даниель Ван Арсдейл приходит к выводу, что образцом для этого письма стало «письмо удачи», датированное 1933 годом.
«Денежные» письма влияли на содержание и распространение «писем удачи» вплоть до 1950-х годов и, возможно, позднее. Они по-прежнему часто встречаются как в бумажном (2002 г.), так и электронном виде (2001 г.). Подобные схемы почтовых финансовых пирамид являются нарушением закона в США (USPS).

### «Обмен»
Такие письма содержат просьбу отослать некий небольшой предмет (листок с рецептом или открытку) одному или нескольким предыдущим получателям письма. В тексте говорится, что если получатель не прервет цепочку, то в скором времени получит множество предметов в обмен на свои. Впервые подобные письма появились в 1935 году, моделируя письма типа «Вышли монетку» (1936 г.). В течение нескольких лет возникло множество различных форм таких писем, чему обычно способствовало сокращение списка адресатов (1937 г.).
В отличие от «писем удачи», число запрашиваемых копий и количество адресов для рассылки сильно отличаются от письма к письму. «Письма обмена» по-прежнему циркулируют в бумажной форме (1996 г.) и очень редко — в электронной.

### «Мировой рекорд»
В 1980-е годы одно из «писем обмена» открытками начало циркулировать среди детей и ложно утверждало, что добросовестное продолжение цепочки приведёт к установлению мирового рекорда для Книги рекордов Гиннесса среди всех «писем счастья» (1985).
К наступлению нового тысячелетия из письма исчез запрос открыток, и оно стало существовать только за счёт обещания мирового рекорда (с упоминанием в книге рекордов каждого участника цепочки) и с угрозой, что прервавший процесс нанесёт непоправимый вред и будет найден (2000).
Анализируя данные о посещаемости своего сайта с файлами о «письмах счастья», Даниель Ван Арсдейл приходит к выводу, что это письмо по-прежнему циркулирует в значительных количествах (2005). Он отмечает, что хотя угрозы письма, направленные на детей, весьма спорны, само письмо имеет некоторые интересные черты: список имен на задней стороне конверта, распространение без почтовой марки и датировка первого письма, которая увеличивается в случайном порядке. Даниель Ван Арсдейл выражает убеждение, что все удачные изобретения в этом письме являются случайными или непроизвольными.

### «Пародия»
Вскоре после того, как бум с письмом «Вышли монетку» стал публичным (19 апреля 1935), начали появляться пародийные письма, которые иронизировали над изначальным текстом и геометрической прогрессией масштабов распространения оригинального письма. В прессе упоминались следующие варианты: «Вышли пинту» (« Send-a-Pint») и «Клуб убийц» с призывом убить первого человека в списке («Drop Dead Club») (1935). Другие пародии известны под названиями «обмен женами» (1953) и «Клуб удобрителей» (1971), письмо которого призывало «приехать на первый адрес в списке и наложить на газон». Выдвигается предположение, что подобные письма циркулировали и до 1935 года. Пародии часто публикуются в СМИ, однако существует множество разновидностей таких писем. В их текстах нет настойчивой просьбы рассылать копии, поэтому, строго говоря, они не являются «письмами счастья». Даниель Ван Арсдейл считает, что пародии существовали в первую очередь для того, чтобы показать общественности ложность и вред «денежных» писем, а также что они повлияли на содержание «писем удачи».
Пародии широко распространены в Интернете (St. Paul).

### Другие типы «писем счастья»
Чаще всего под значением «письмо счастья» понимается какое-либо уведомление или письмо, содержащее информацию о задолженностях, штрафах и другую информацию, касающуюся не погашенных задолженностей, например, содержащее информацию о просроченных платежах по кредитам.

### «Электронные письма»
В эту категорию входят письма, которые часто пересылаются другим адресатам по e-mail. Существует большой диапазон мотиваций для их распространения. Постоянно присутствуют мошенничество, юмор и дружеские послания. Существуют примеры смертельно опасных «сетевых советов», например предложение «разослать всем друзьям некую презентацию — рекомендацию „посильнее кашлять при сердечном приступе — для улучшения кровообращения“», с фальсифицированной ссылкой на медицинский журнал.
Наиболее частые примеры современных «писем счастья», рассылаемых по электронной почте и через интернет-пейджеры (фрагменты):
| № | Письмо | Объяснение письма |
| - | --- | --- |
| 1 | Не принимай сообщение от контакта такого-то, это вирус! У Пети, Васи и ещё стольких-то пользователей полетел виндовс! Предупреди всех из твоего контакт-листа! | |
| 2 | <…> хотят сделать платной! Нужно собрать миллион голосов за такой-то период, чтобы этого не произошло. Если не успеем, то в один прекрасный день цветочек <…> станет розовым, это будет означать, что за <…> теперь надо платить. | |
| 3 | Разошли это сообщение <…> своим друзьям и твой цветочек станет синим [или: …и твой значок Mail.ru Агента станет золотым]. Это официальное сообщение с сайта <…> | Значок Mail.ru Агента имеет жёлтый (золотой) цвет, когда нет соединения с Интернетом, или когда не удаётся установить соединение с сайтом mail.ru — например, из-за того, что учётная запись рассыльщика заблокирована администрацией сайта за рассылку спама. |
| 4 | Эта информация прибыла сегодня утром прямо от Microsoft и от Norton. Пожалуйста, перешлите эту информацию всем, кого Вы знаете, у кого есть доступ к Интернету. Вы можете получить безопасное с виду сообщение — электронную почту под названием <…>. Если Вы откроете это письмо, то на Вашем экране появится сообщение: «Теперь слишком поздно; Ваша жизнь больше не прекрасна» (It is too late now; your life is no longer beautiful). Впоследствии Вы потеряете на своем компьютере всё, а человек, пославший почту Вам, получит доступ к Вашему имени, электронной почте и паролю. Это — новый вирус. | |
| 5 | В одноклассники запустили вирус. Перешли это сообщение всем, людям из твоего контактного списка, даже тем, кто сейчас офлайн, чтобы они не добавляли контакт <…>, потому что это вирус. | Используется для рассылки спама от имени пользователя. Приносит выгоду спамерам, так как они не получат бан и будут продолжать рассылать спам. |
| 6 | Разошли это по контакт листу. Срочно <…> нужен донор крови такой-то группы и резус-фактора <…>. Больному ребёнку осталось жить около месяца <…> | Как правило, мошенники указывают относительно редкую группу крови; кроме того, они в таких сообщениях в качестве контактной информации вместо адреса электронной почты указывают телефонные номера, звонок на которые платный, причём эта плата очень высока.  |
| 7 | Если ты не перешлешь это письмо то твоя мама умрет, одна девочка не послала это сообщение и её мама умерла через год | Обычно используется спамерами для запугивания детей и спамом от их имени. |

## «Письма счастья» и закон
В 1941 году почтовая служба США посчитала, что открытки с текстом письма под названием «Anthony13» нарушают раздел 1718 из U.S. Code Title 18, который запрещал высказывания «угрожающего характера» на открытках или снаружи конверта. Текст этого письма утверждал, что «одна женщина посмеялась над письмом, и на 13-й день её дочь ослепла». Однако в 1973 году этот закон был отменён как допускающий «слишком широкие трактовки и противоречащий первой поправке к Конституции, гарантирующей свободу слова» (дело Tollett против United States, 485 F2d 1087 Архивная копия от 30 декабря 2006 на Wayback Machine). «Письма удачи», которые отправляются в конвертах, не являются противозаконными. Тем не менее, «денежные письма», использующие схемы финансовых пирамид, нарушают некоторые федеральные и местные законы США.

## «Письма счастья» как часть коммуникативных практик
Подобные сообщения в современной парадигме могут расцениваться как мемы. Для мотивации дальнейшей рассылки текст «писем счастья» использует эмоционально-манипулятивные истории, схемы финансовых пирамид с обещаниями быстрого обогащения, а также эксплуатируют суеверия, угрожая неудачами или даже физической расправой, если получатель такого письма не выполнит содержащиеся в нём требования.
Доктор культурологии (2002), кандидат философских наук (1993) С. Б. Борисов Архивная копия от 30 апреля 2007 на Wayback Machine выражает убеждение, что «письма счастья» в женской среде России являются частью общего феномена коммуникативно-магических практик. В частности, он утверждает, что «женские сети коммуникации продолжают существовать и в современном обществе, и средством их поддержания являются сменяющие друг друга формы коммуникативно-магических практик — „святые письма“ (с первой половины XX века), „письма счастья“ (последняя треть XX века), „пироги“ и „грибы счастья“ (рубеж ХХ и XXI века)».

С. Б. Борисов отмечает, что механизм распространения «пирогов» и «грибов счастья» аналогичен механизму распространения «писем счастья». Более того, пироги и грибы при передаче сопровождались записками определённого содержания, например: «Пирог счастья. Передаётся с 19 в. Обошел пол-Европы». Автор пишет:
…вероятный путь развития данных женских магических практик таков. С середины XX века до середины 1990-х годов по стране распространялся «чайный гриб» в качестве оздоровительного напитка, лечебного средства. С середины 1990-х годов стала складываться мифология «чайного гриба» как живого существа. Возникли новые формы обращения с «чайным грибом», предполагающие и потребление выделяемых им веществ, и реализацию желаний, обусловленную общением с грибом, как с живым существом. Наконец, в 1994—1997 гг. появляется собственно «гриб счастья» — магическая практика, исключающая потребление «грибного напитка» и сосредоточенная только на непосредственном общении с грибом для достижения удачи и осуществления желаний. В этот же период появляется и «пирог счастья» — магическая практика, в которой лично-коммуникативной аспект общения с органической (увеличивающейся в размере) субстанцией значительно уменьшен.
Передававшие «пирог счастья» также верили в его магическую силу:
…общая картина бытования коммуникативно-магического «обряда» такова. Передаваемый предмет («закваска», тесто) вручается знакомому человеку при согласии последнего. Вместе с «закваской» вручается рецепт, где будущий продукт называется «пирогом счастья» или «пирогом „Герман“». Тесто, «подкармливаемое» в течение 10 дней, делится на две, три или четыре части. Из одной части готовится пирог, оставшуюся часть или части следует передать вместе с рецептом «хорошим, добрым» людям, — лицам женского пола в возрасте не моложе 17-18 лет. Испечённый пирог нужно съесть в кругу семьи, после чего в семье должно воцариться счастье (мир, согласие), либо съесть без выполнения особых условий, после чего должно исполниться загаданное желание.

## Критика
Джон Ратлифф (John R. Ratliff), создатель проекта BreakTheChain.org, направленного против распространения «писем счастья» по электронной почте, выражает убеждение, что рассылка подобных писем противоречит изначальной функции электронных коммуникаций и вводит пользователей в заблуждение. Он призывает пользователей критично оценивать эти сообщения, «прерывать цепочки» подобных писем, не пересылая их дальше, а также по возможности отсылать отправителю информацию об их потенциальной вредности и опасности.
Говоря о предназначении проекта, автор утверждает:
«Прервать цепочку» — значит посмотреть глубже очевидной истинности или ложности сообщения и, прежде всего, учесть ограничения и последствия использования электронной почты для его распространения. Это не значит, что такое сообщение нужно обязательно удалять, однако это может подразумевать под собой необходимость найти другие методы для его рассылки. Электронная почта не является ни надёжной (часто копии отличаются от оригинала не в лучшую сторону по точности и истинности), ни достоверной (учитывая относительную анонимность е-мейла, источник сообщения часто оказывается потерян); существуют гораздо более подходящие пути для распространения информации на широкую аудиторию.

Также автор проекта просит присылать примеры писем в его коллекцию для анализа и возможного опровержения содержащейся в них информации в публикуемых на сайте обзорах. Проект BreakTheChain.org существует с 1999 года, а его деятельность неоднократно освещалась в американских и европейских СМИ.